# Massively multiplayer online game
Un massively multiplayer online game (MMOG o MMO) è un gioco in rete in grado di supportare centinaia o migliaia di giocatori contemporaneamente connessi tramite internet, ed è tipicamente ambientato in un gigantesco mondo virtuale persistente. I giochi MMO permettono ai giocatori di competere, interagire significativamente o combattere con altre persone in tutto il mondo.
Questo genere di gioco può essere trovato su piattaforme compatibili con la rete internet, tra cui personal computer, console oppure tramite applicazioni mobile su smartphone.

## Critiche
Gli effetti di questo tipo di gioco sul giocatore sono dibattuti e controversi: da una parte, per via dell'elevata quantità di tempo da dedicare al gioco, alcune persone sostengono che i MMO isolino il giocatore dalla vita reale; viceversa altre sostengono che i MMO siano un modo come un altro di conoscere nuove persone, in maniera più sofisticata e interattiva di un forum o una chat, specialmente quando il gioco favorisce la socializzazione e/o viene affiancato da programmi per comunicare vocalmente col gruppo di persone con cui si sta giocando insieme (ad esempio TeamSpeak, Skype o Discord).
Un aspetto considerato negativo da molti giocatori è la ripetitività: nel tentativo di legare l'utenza per mesi o anche anni al gioco (allungando per esempio i tempi per fare un livello), il gameplay (ossia l'esperienza di gioco) risulta spesso estremamente ripetitivo (detto grind o grinding in inglese, "lavoro duro"/"noioso" in italiano), in particolare nel sottogenere MMORPG. Questo ha portato allo sviluppo di bot (abbreviazione di robot), programmi che giocano al posto del giocatore umano, giocando più a lungo e senza stancarsi. I bot sono solitamente considerati scorretti, perché avvantaggiano chi li usa rispetto agli altri (quindi trucchi o cheat, in inglese) e vanificano l'intento degli sviluppatori del gioco di costringere i giocatori a prender parte personalmente all'attività.

## Tipi di MMOG
Il tipo più popolare di MMOG e il sottogenere che ha fatto molto per rendere famosa questa categoria è il massively multiplayer online role-playing game (MMORPG). Il MMORPG discende dal mainframe del computer MUD e da giochi di avventura come Rogue nel PLATO System e Dungeon nel PDP-10 che precedettero i giochi commerciali attualmente sul mercato.
- MMORPG (massively multiplayer online role-playing game)
- MMOFPS (massively multiplayer online first-person shooter)
- MMORTS (massively multiplayer online real-time strategy)
- MMOSG (massive multiplayer online strategic game)
- BBMMORPG (browser based massive multiplayer online role-playing game)
- MMMOG (MMO da giocare su supporti mobili come cellulari)